# Herb Czeladzi
Herb Czeladzi – jeden z symboli miasta Czeladź w postaci herbu, uchwalony przez Radę Miasta 27 listopada 2007 roku, według projektu Marka Mrozowskiego.

## Wygląd i symbolika
Herb przedstawia w błękitnej tarczy herbowej srebrną wieżę z trzema oknami w układzie dwa nad jednym. Wieża ma dodatkową nadbudówkę. Przed basztą srebrny ceglany, blankowany mur z czarnym żyłowaniem.
Błękit poniżej muru symbolizuje rzekę Brynicę.

## Historia
Herb Czeladzi został ustanowiony w roku 1792 przez króla Stanisława Augusta i zmieniał swój wygląd wielokrotnie, stałym jego elementem jest jednakże wieża otoczona murem, prawdopodobnie nawiązująca do dawnej strażnicy granicznej.
26 czerwca 1936 na mocy Zarządzenie Ministra Spraw Wewnętrznych zatwierdzono herb, który przedstawiał otoczoną murem wieżę na tle rzeki, zielonych pagórków i brązowej ziemi, w polu białym, w tarczy okrągłej.
29 listopada 2007 roku po pozytywnie zaopiniowanym  przez Komisję Heraldyczną wzorze herbu z białą wieżą i murem na błękitnej tarczy, Rada Miejska podczas obrad uchwaliła nowy herb, flagę i pieczęcie Miasta Czeladź.